# Küps
Küps település Németországban, azon belül Bajorországban. Lakosainak száma 7818 fő (2023. december 31.).

## Népesség
A település népessége az elmúlt években az alábbi módon változott:
| Lakosok száma | 1138 | 2278 | 3344 | 7125 | 7850 | 7706 | 7745 | 7781 | 7711 | 7818 |
|               | 1875 | 1950 | 1975 | 1987 | 2012 | 2014 | 2016 | 2017 | 2021 | 2023 |

## Fekvése
Burgkunstadttól északra fekvő település.

## Története
Küps nevét 1151 július 8-án említették először az írásos dokumentumokban.

## Galéria

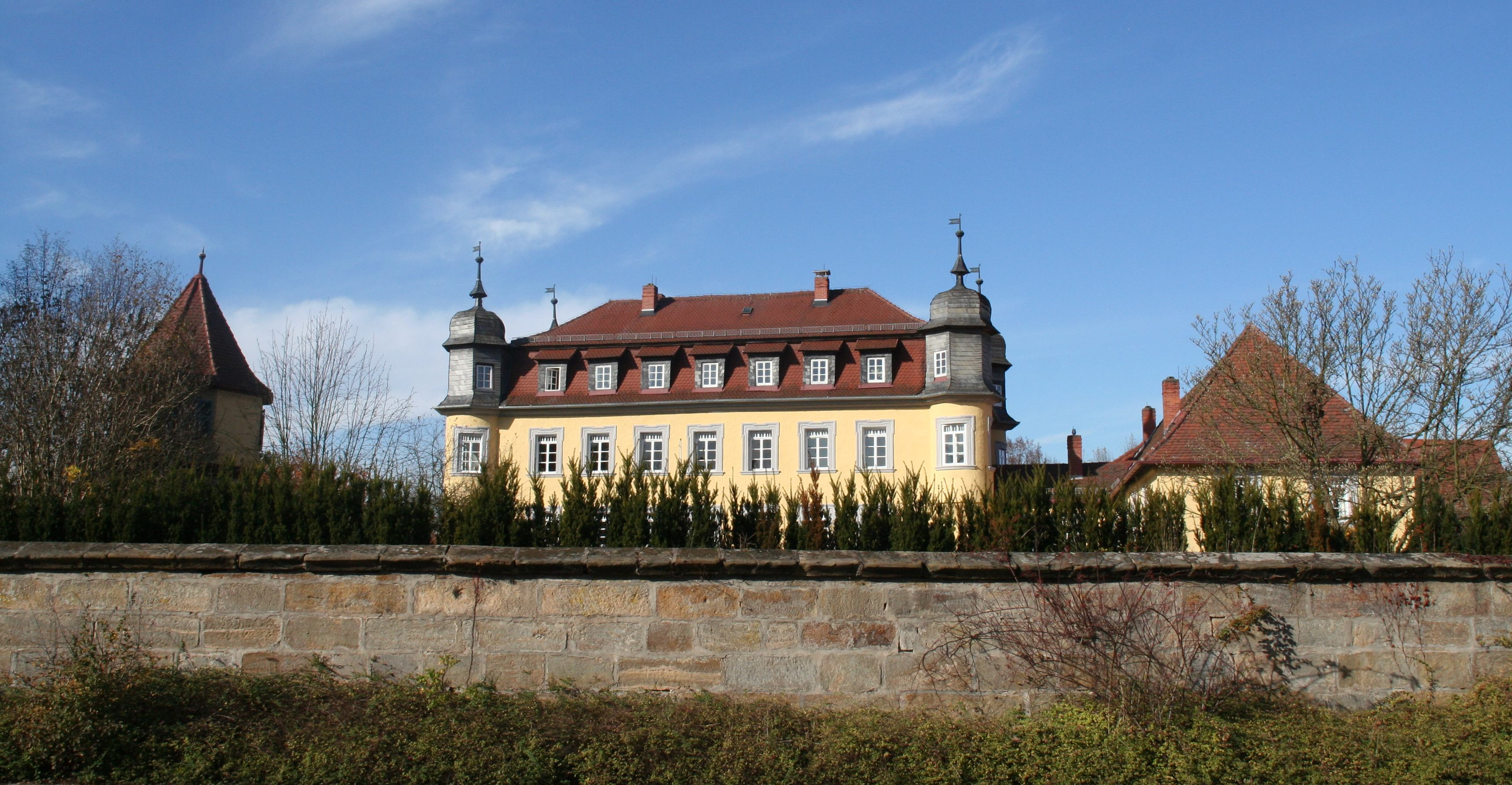
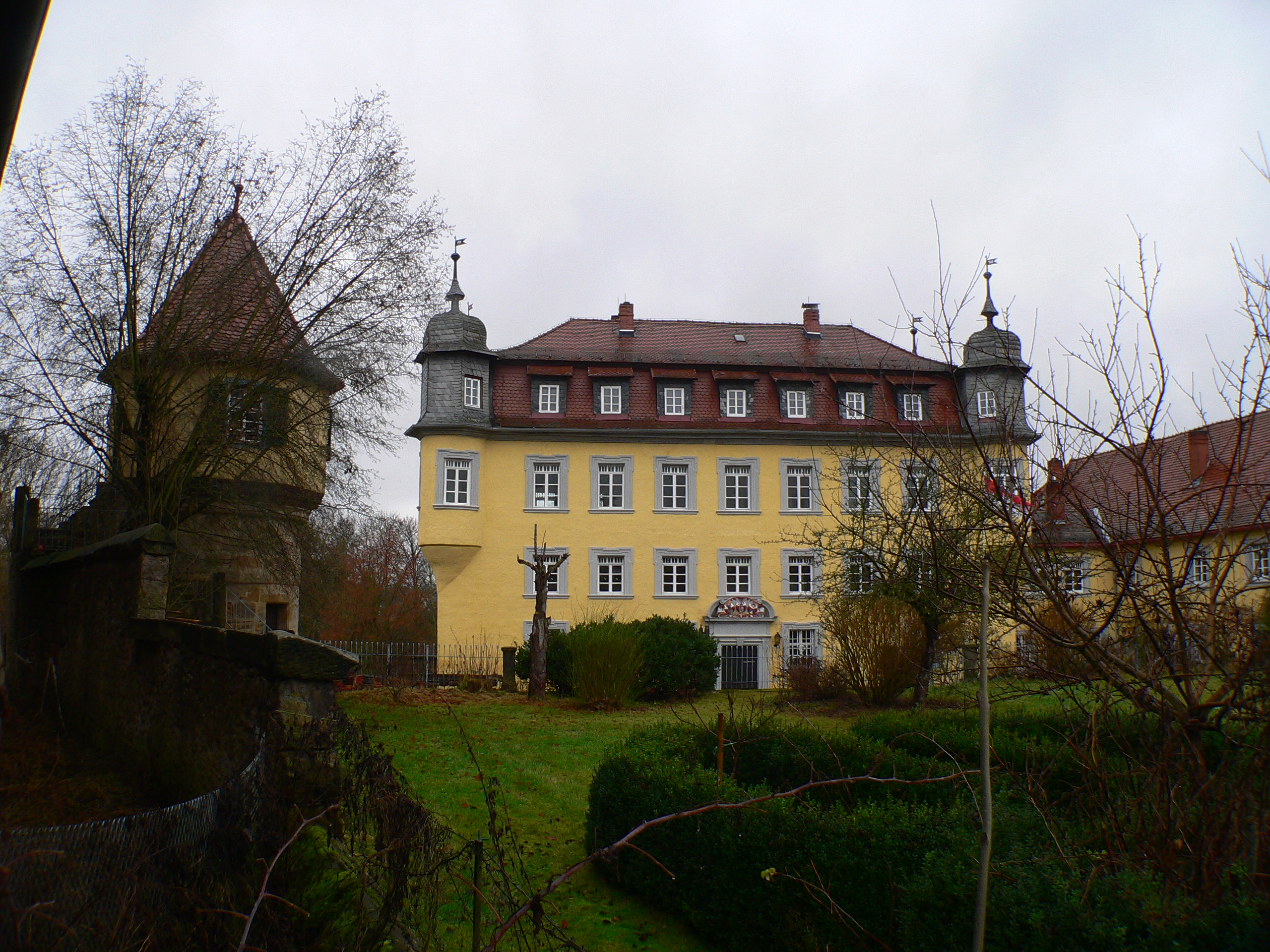
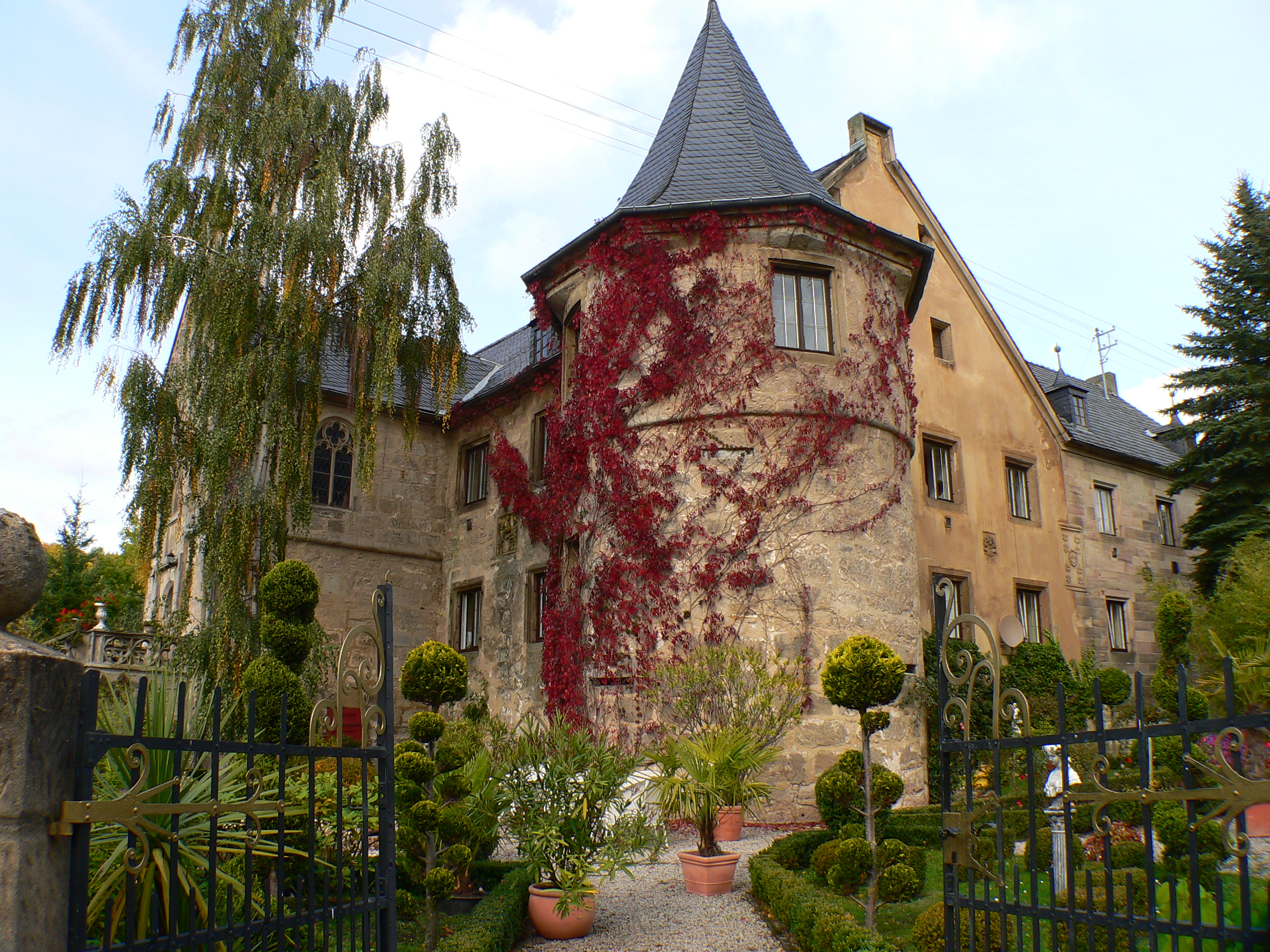
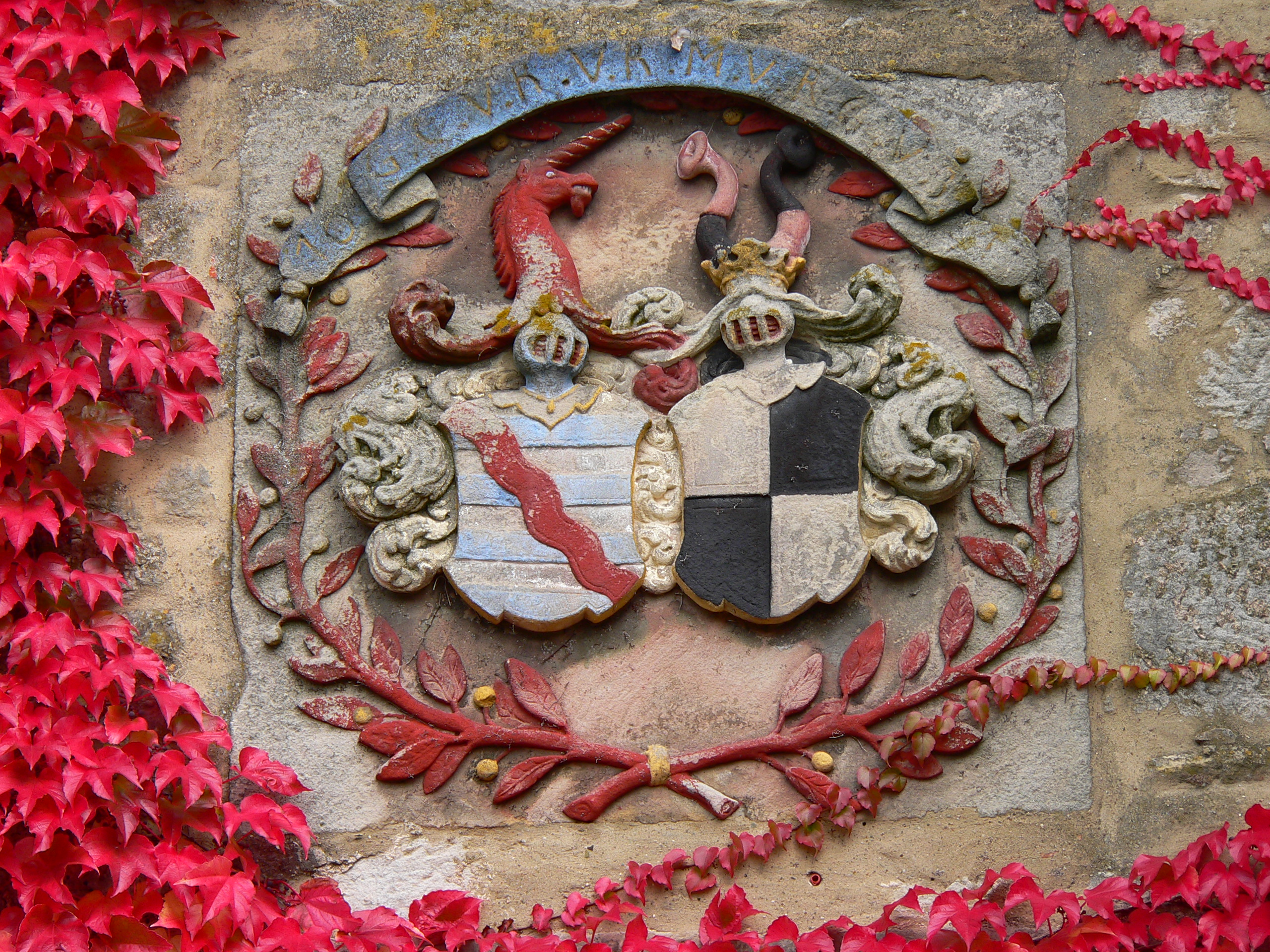
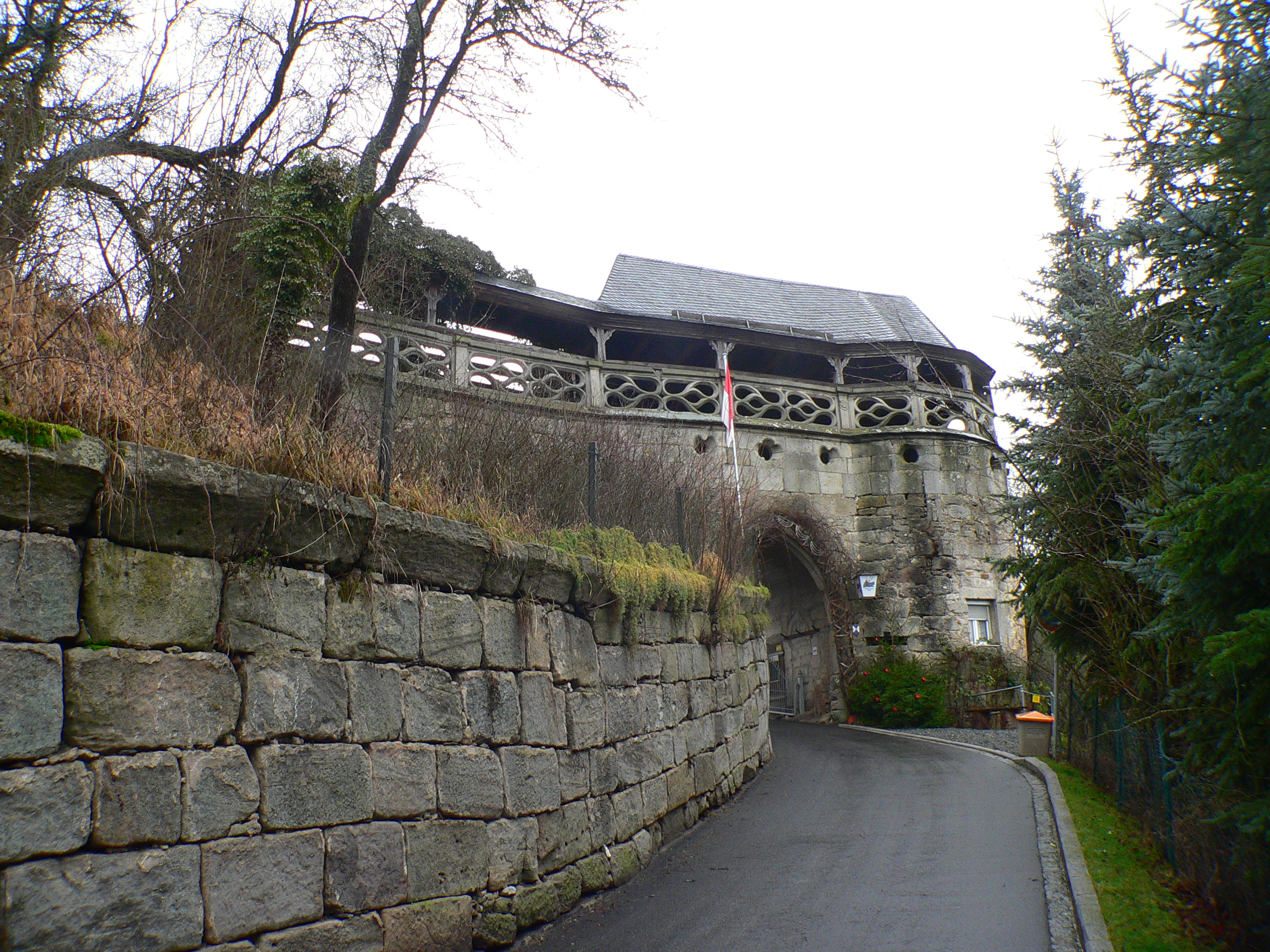
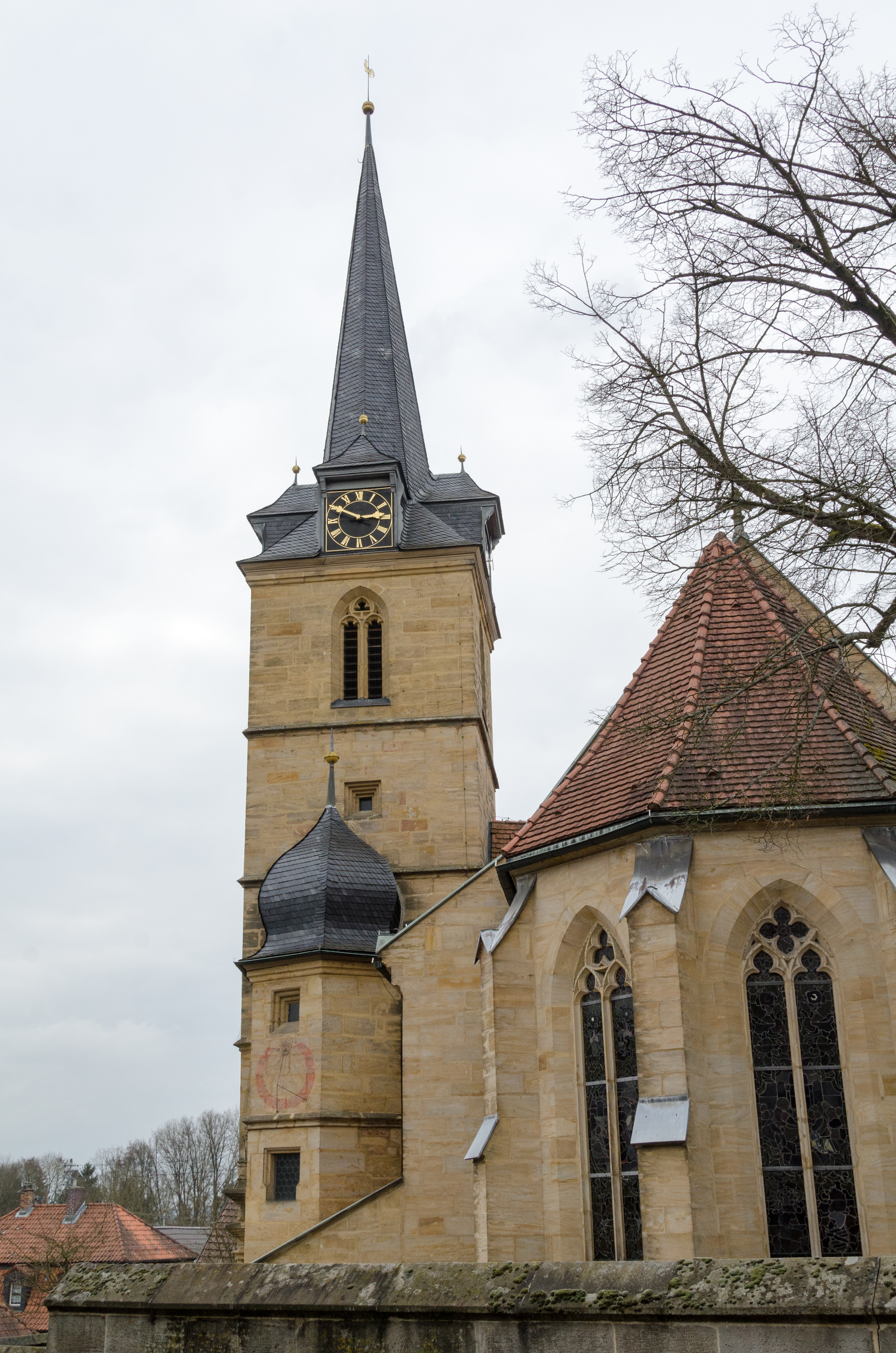
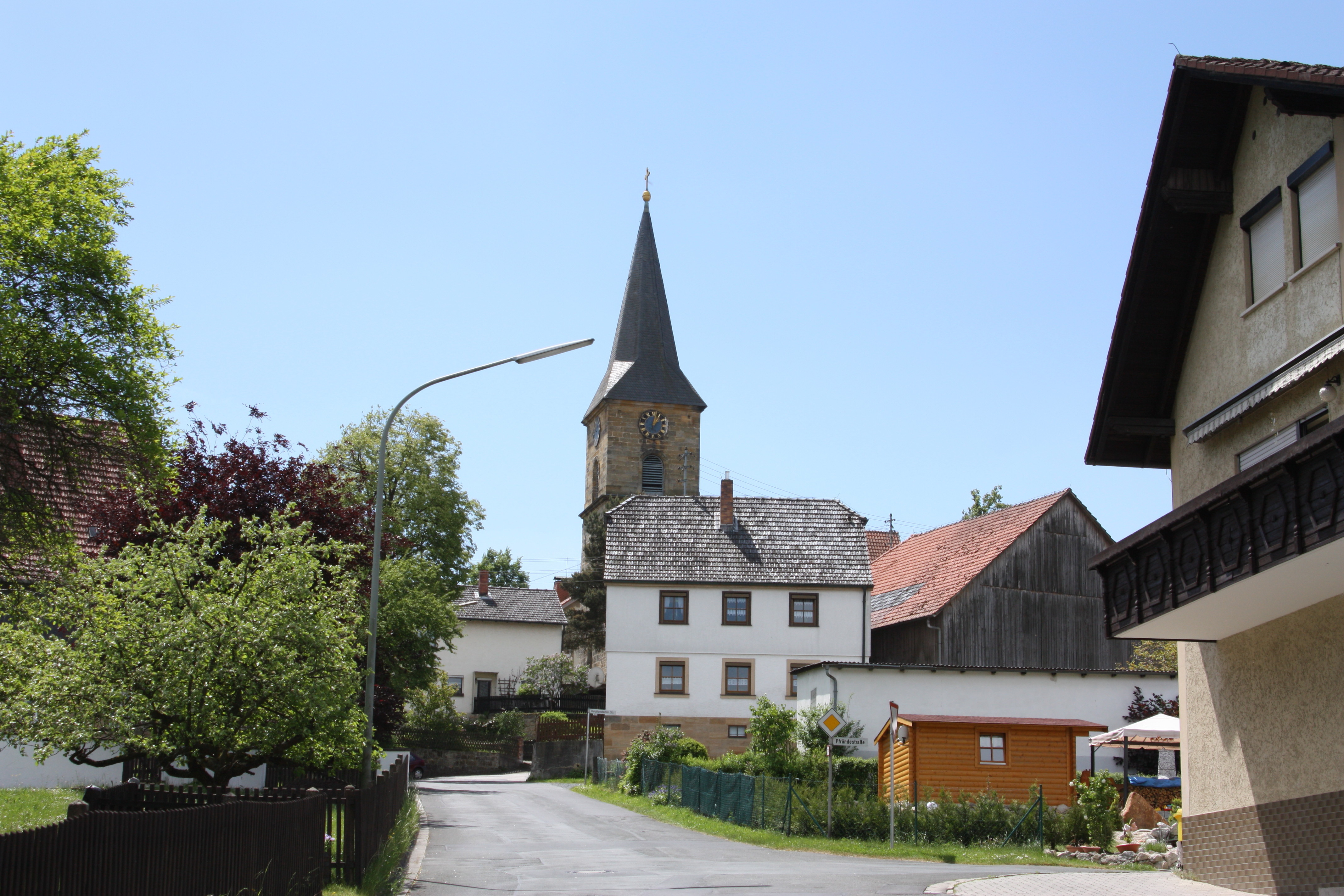
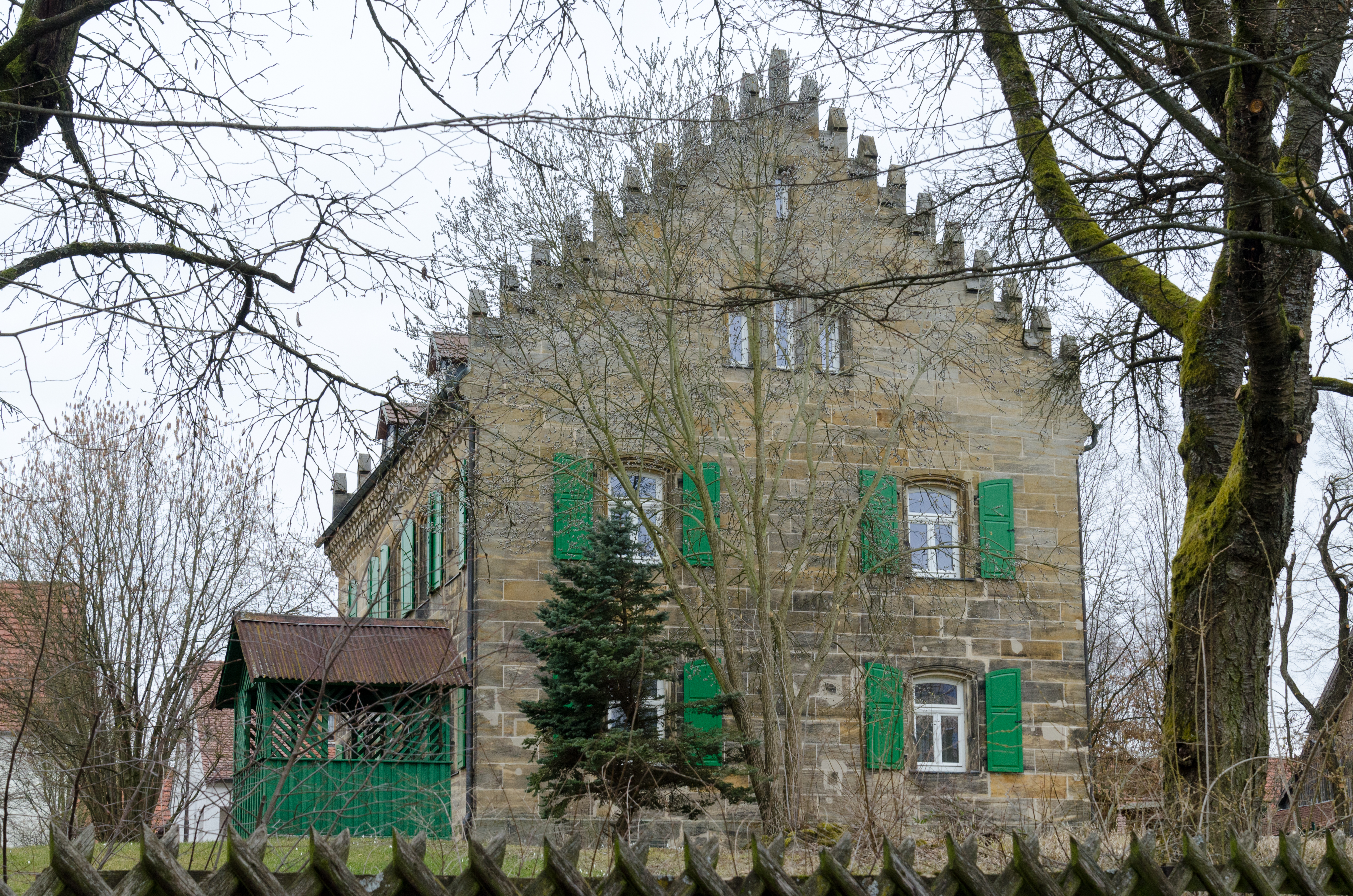
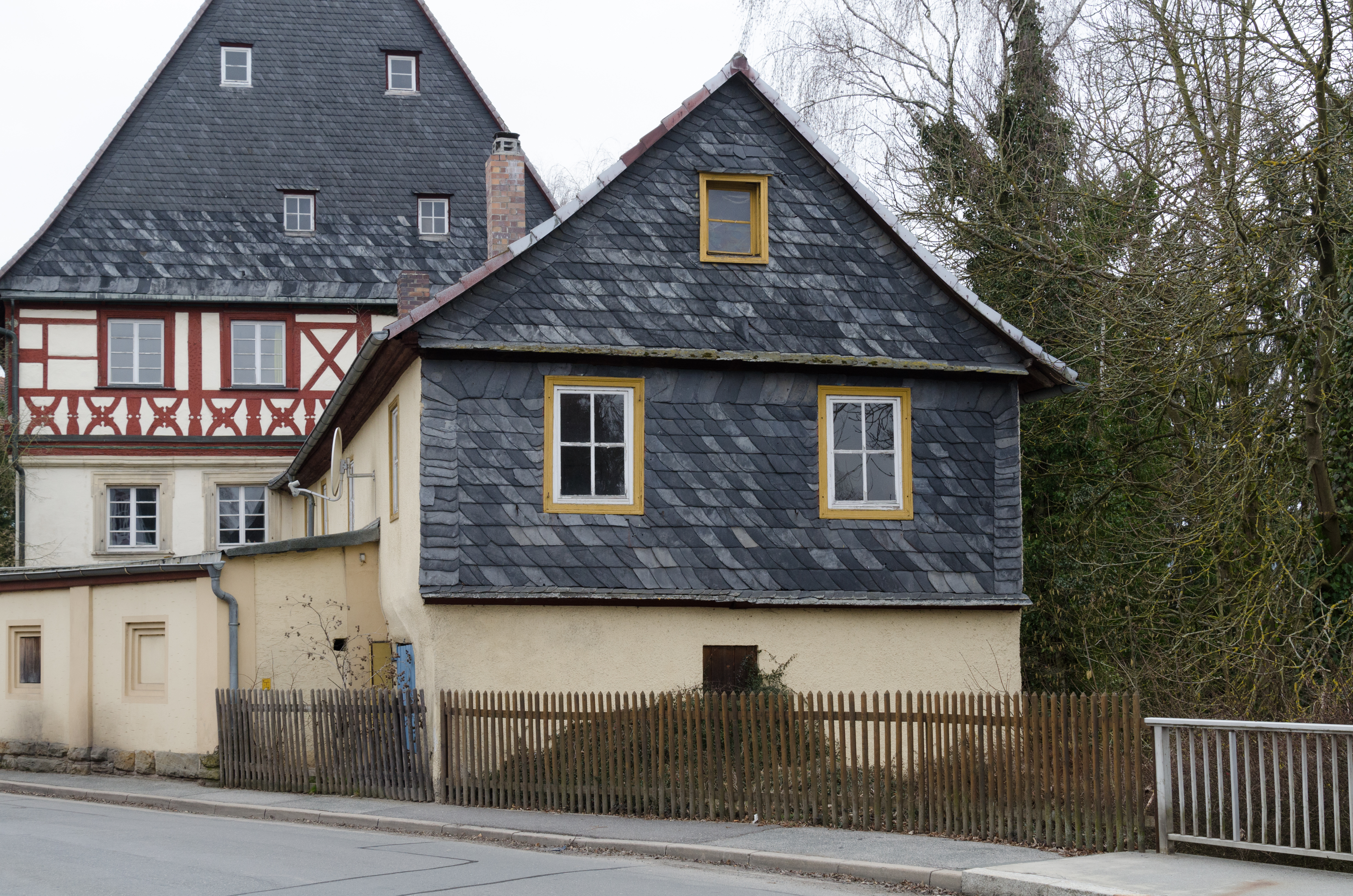
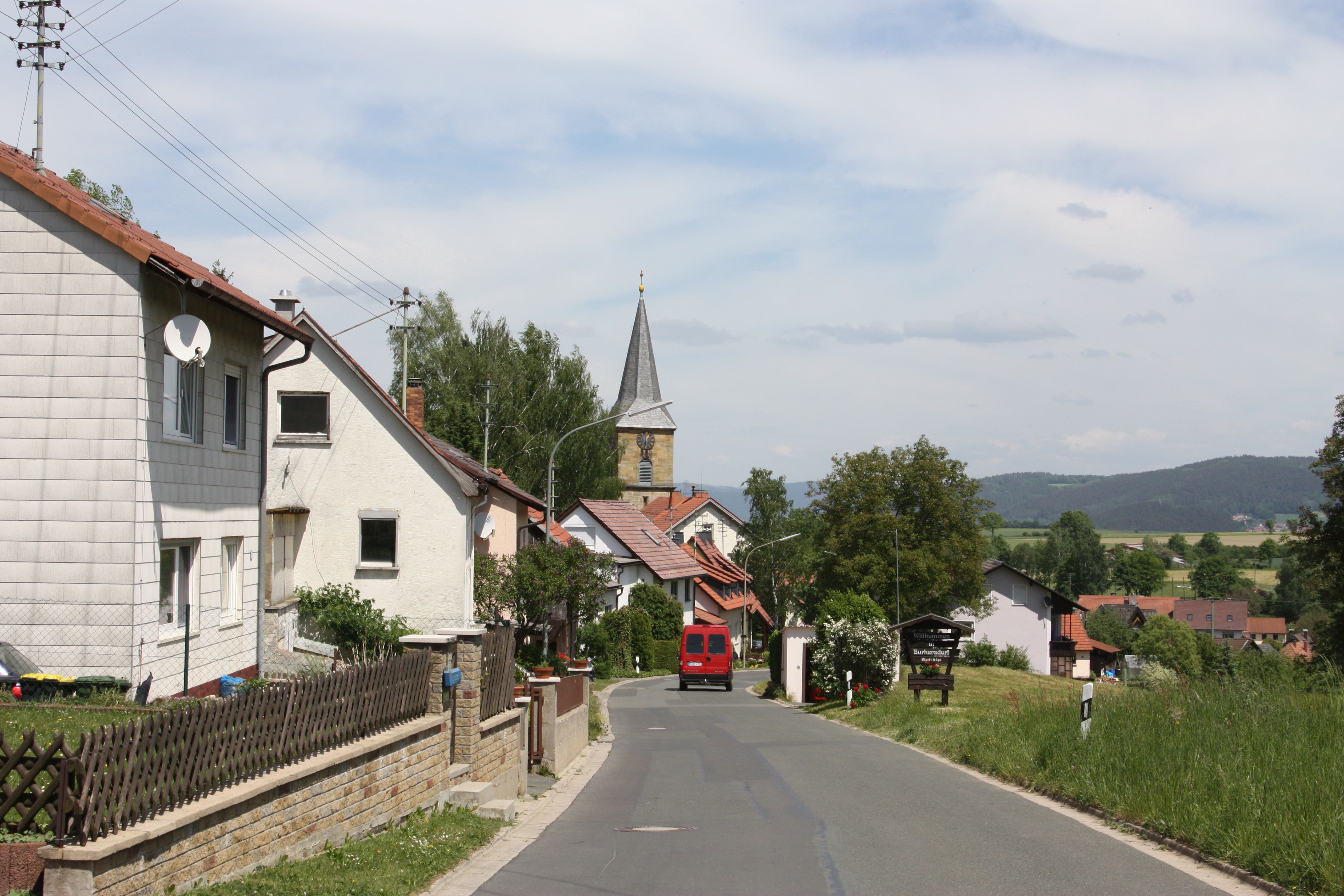
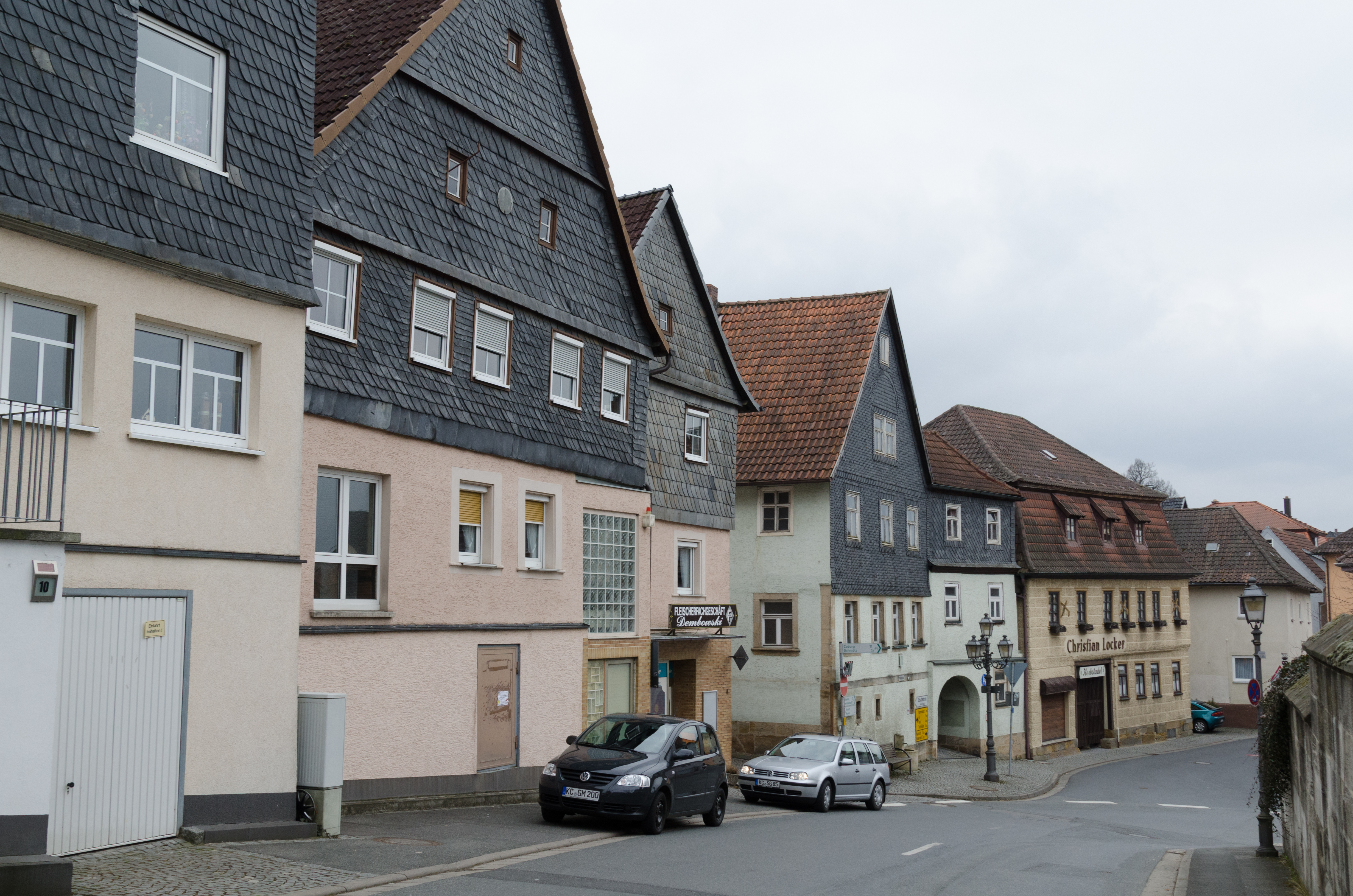
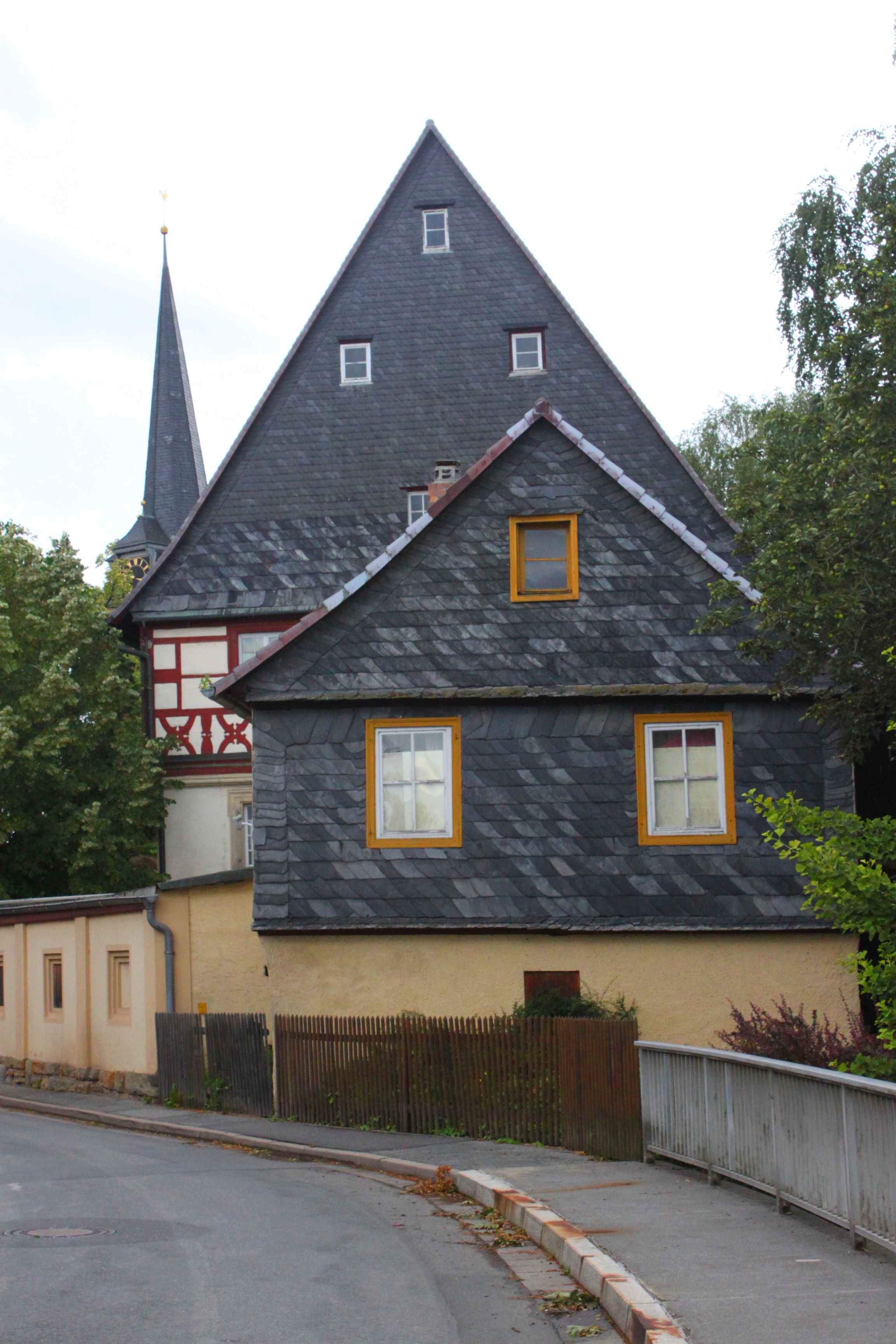
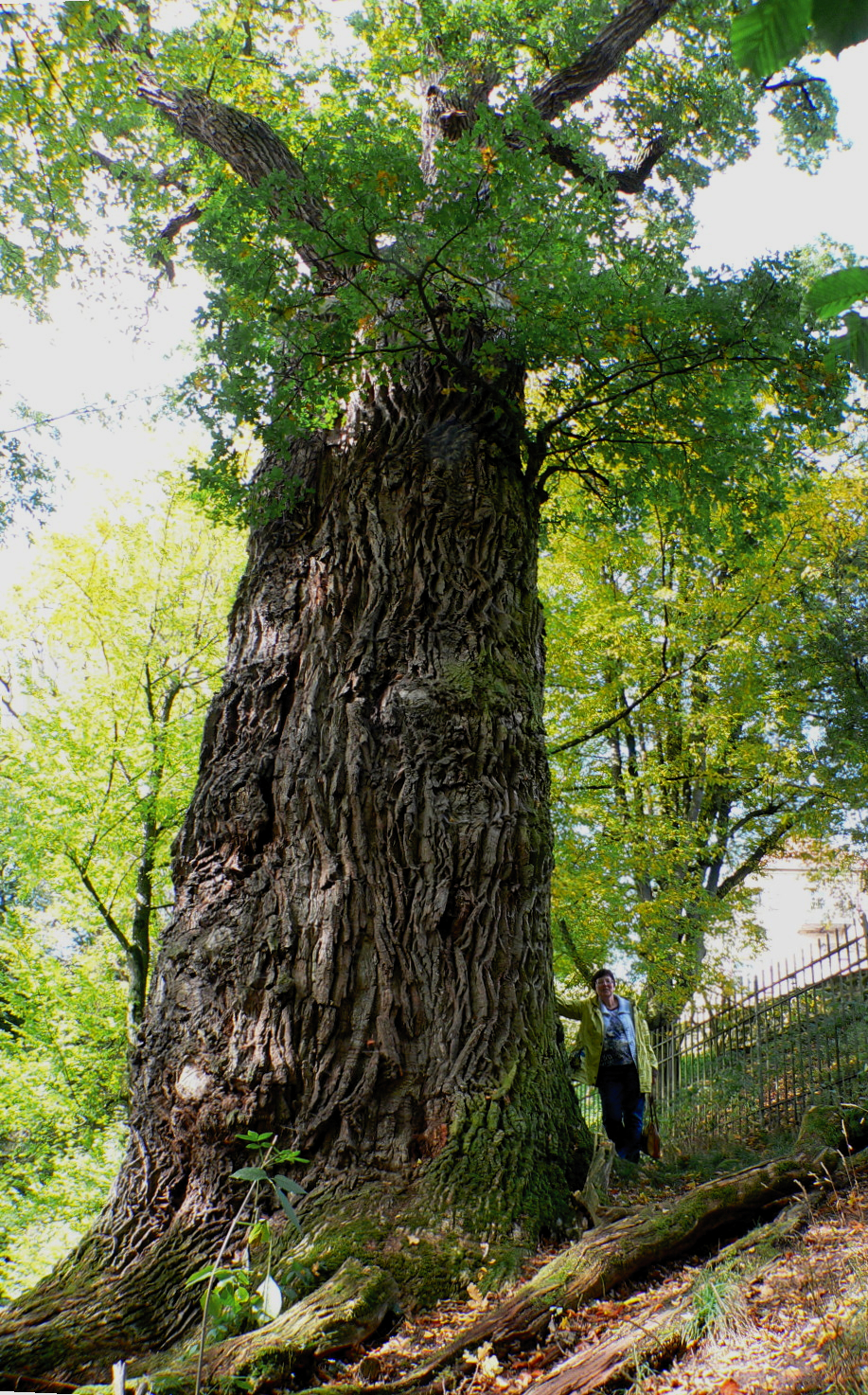

## Nevezetességek
- Szt. Jakab evangélikus templom
- Vár
- Neues Sloss
- Az 1000 évesnek tartott fa